# کوریدوراس
کوریدوراس گونه ای از گربه ماهی آب شیرین در خانواده گربه ماهیان زرهدار و زیرخانواده Corydoradinae است. این گونه معمولاً در بیشتر مناطق آمریکای مرکزی و آمریکای جنوبی به جز پاناما که در آن کوریدوراس وجود ندارد یافت می‌شود. گونه‌های متنوعی از کوریدوراس در آمریکای جنوبی پراکنده شده است. می‌توان آنها را از شرق آند تا سواحل اقیانوس اطلس، از ترینیداد تا ریو د لا پلاتا در شمال آرژانتین یافت. گونه‌های اختصاص داده شده به کوریدوراس تنوع گسترده‌ای در شکل و رنگ بدن را نشان می‌دهند. کوریدوراس ماهی کوچکی است که از ۲٫۵ تا ۱۲ سانتیمتر (۱٫۰ تا ۴٫۷ اینچ) رشد کرده و توسط زره بدنی و خارهای تیز و معمولاً سمی محافظت می‌شوند.

## طبقه‌بندی
نام کوریدوراس مشتق شده از دو واژه یونانی کوری (کلاه) و دورا (پوست) است. کوریدوراس با بیش از ۱۶۰ گونه بزرگ‌ترین جنس از ماهیان قلمرو نوگرمسیری است. این تنها نژاد در قبیله Corydoradini است. C. difluviatilis به عنوان پایه‌ترین گونه Corydoradini شناخته می‌شود، در مقایسه با دیگر گونه‌های کوریدوراس چندین ویژگی پلسیومورف دارد. چندصد گونه هنوز طبقه‌بندی نشده‌اند، اما در آکواریوم‌ها نگهداری می‌شوند. به این گونه‌ها "شماره C" داده می‌شود که در اصل توسط هانس-گئورگ اورس برای مجله ماهیگیری آلمانی DATZ در سال ۱۹۹۳ ابداع شده است. در سال ۲۰۰۶، ۱۵۳ شماره C اختصاص داده شده است که از این تعداد ۳۲ اسم علمی مناسب به آنها اختصاص داده شده است.

## بوم‌شناسی
کوریدوراس به‌طور کلی در جویبارهایی با اندازه ای کوچک، در امتداد حاشیه رودخانه‌های بزرگتر، در باتلاق‌ها و استخرها یافت می‌شود. آنها بومی رودهای آهسته و تقریباً ساکن (اما به ندرت راکد) و رودخانه‌های کوچک آمریکای جنوبی هستند، جایی که آب کم عمق و بسیار کدر است. اکثر گونه‌ها در قسمت کف ساکن هستند و در ماسه، شن یا سنگریزه‌ها غذا جستجو می‌کنند. حاشیه و کناره‌های رودخانه‌ها با رشد متراکم گیاهان پوشیده شده‌اند و در اینجا محل زندگی کوریدوراس هاست. آنها در طیف گسترده‌ای از انواع آب زندگی می‌کنند اما به سمت pH نرم، خنثی تا کمی اسیدی یا کمی قلیایی و به ۵ الی ۱۰ درجه سختی آب تمایل دارند. آنها فقط مقدار کمی نمک را تحمل می‌کنند (بعضی از گونه‌ها اصلاً تحمل نمی‌کنند) و در محیط‌های تحت تأثیر جزر و مد زندگی نمی‌کنند. آنها اغلب در کف محل زندگی خود دیده می‌شوند. بیشتر گونه‌ها گروهی بودن را ترجیح می‌دهند و بسیاری از گونه‌ها در دسته‌هایی یا تجمع صدها یا حتی هزاران عدد، معمولاً از یک گونه، اما گاهی با سایر گونه‌های مخلوط شده یافت می‌شوند. برخلاف بیشتر گربه ماهی‌ها که شب زی هستند، این گونه‌ها در طول روز فعال هستند. کوریدوراس قادر به تنفس آب و هوا است، اغلب در سطح آب شنا می‌کند تا هوا را سریعاً قبل از غوطه وری بلع کند. فراوانی این رفتار تنفس در هوا هنگامی که کوری در معرض آب با اکسیژن کم قرار دارد افزایش می‌یابد و به آنها اجازه می‌دهد دوره‌های کمبود اکسیژن آب را به راحتی تحمل کنند.
غذای اصلی آنها حشرات ته‌نشین و لارو حشرات و کرم‌های مختلف و همچنین برخی مواد گیاهی است. اگرچه هیچ گونه‌ای از کوری‌ها ماهی‌خوار نیستند، ولی از گوشت ماهی مرده می‌خورند. روش تغذیه آنها جستجو در پایین با سبیلک‌های حسی و مکیدن مواد غذایی با دهان است، اغلب پوزه خود را تا چشم‌ها در شن‌ها فرو می‌برند.
در چندین گونه از کوریدوراس‌ها، دیده شده است که ماهی‌ها پس از واکنش اجتناب‌ناپذیر اولیه در برابر تهدید، بی حرکت می‌مانند. این به نظر شاید نوعی رفتار رمزآلود باشد. با این حال، به دلیل داشتن پوست زرهی و زهر، بیشتر گونه‌ها بدون تغییر رنگ و رفتار بی‌حرکتی به حیات خود ادامه می‌دهند.
شکل منحصر به فردی از تلقیح در کوریدوراس برنزی وجود دارد. هنگامی که این ماهی‌ها تولیدمثل می‌کنند، نر شکم خود را به ماده ارائه می‌دهد. ماده دهان خود را به دهانه دستگاه تناسلی مرد متصل می‌کند و "موقعیت T" شناخته شده‌ای را که بسیاری از کوریدوراس‌ها در دوران خواستگاری از خود نشان می‌دهند، ایجاد می‌کند. سپس ماده اسپرم را می نوشد. اسپرم به سرعت از طریق روده‌های او حرکت می‌کند و همراه با تخمک‌ها در کیسه ای که توسط باله‌های لگن تشکیل شده است ترشح می‌شود. سپس ماده می‌تواند کیسه حاوی تخم‌های بارور را به تنهایی در جایی قرار دهد داده سپس با شنا از آنجا دور شود. از آنجا که موقعیت T در گونه‌های دیگر به غیر از کوردوراس برنزی به نمایش گذاشته شده است، احتمالاً این رفتار در این جنس از کوریدوراس‌ها رایج است.

## در آکواریوم
این تیره به دلیل وجود بسیاری از گونه‌های زینتی در بین آکواریوم‌داران شناخته شده است. آنها به خوبی برای آکواریوم‌های آب شیرین گرمسیری مناسب هستند، زیرا با گونه‌های دیگر به خوبی همراه می‌شوند و تهاجمی نیستند. کوریدوراس کاملاً ترسو است و توصیه می‌شود در کف آکواریوم در گله‌های شش تایی یا بیشتر نگهداری شود. کوری‌ها بیشتر کف خور هستند، بنابراین باید گلوله‌های غذای غرق شونده و همچنین مکمل‌های غذاهای زنده و منجمد به آنها ارائه شود. اگر از غذاهای پولکی استفاده می‌شود، باید مراقب باشید که همه غذا به سرعت توسط ماهی‌های سطح خورده نشوند.
بیشتر کوری‌ها آب نرم و اسیدی را ترجیح می‌دهند. با این حال، آنها می‌توانند طیف گسترده‌ای از شرایط آب را تحمل کنند، از جمله درجه حرارتی سردتر از مناطق گرمسیری. در مخازنی با سطح نیترات بالا عملکرد خوبی ندارند. این یون سبب عفونت سبیلک و کوتاه شدن و بدون استفاده شدن آن می‌شود. همچنین سبیلک‌ها ممکن است در اثر تماس مداوم با یک لایه تیز تحت تأثیر قرار بگیرند. برخلاف تصور عمومی، این ماهیان را می‌توان در مخازنی شنی نگه داشت، به شرطی که هیچ لبه تیز روی شن وجود نداشته باشد بدون اینکه بر روی سبیلک‌های آنها تأثیر بگذارد، اگرچه آنها بستر شن را ترجیح می‌دهند. اگر در قسمت زیر مخزن بستر باز وجود داشته باشد که بتوانند غذای غوطه‌ور را به آسانی پیدا کرده و بخورند احتمال رشد آنها بیشتر است. این افسانه است که نمک را نمی‌توان روی این گونه ماهی به عنوان وسیله داروی انگلی استفاده کرد. نمک می‌تواند به آب گربه ماهی کوریدوراس اضافه شود تا ماهی از شر انگل پاک شود. نگهداری از این ماهی‌ها نسبتاً آسان است. صلح‌جو، سرسخت، فعال و سرگرم‌کننده است. گاهی آنها به سطح می‌آیند و پوزه خود را بالای آب می‌چسبانند تا لحظه‌ای نفس بکشد. این رفتار کاملاً طبیعی است و نشانه‌ای غیرطبیعی نیست. با این حال اگر این کار بیش از حد انجام شود می‌تواند نشان دهنده شرایط بد آب باشد.
بررسی‌ها نشان داده شده است که کوریدوراس بیشتر زندگی روزانه پر جنب‌وجوش دارد تا زندگی شبانه، حتی این جنب و جوش می‌تواند در گرگ و میش به اوج خود برسد. کوریدوراس گزینه‌های بسیار خوبی برای آکواریوم محلی است و به‌طور گسترده در سراسر جهان نگهداری می‌شود. طول عمر آنها در آکواریوم قابل توجه است. گفته می‌شود کوریدوراس برنزی ۲۷ سال در اسارت زندگی می‌کند و حتی ۲۰ سال زندگی خیلی هم غیر معمول نیست.

## گونه‌ها
در حال حاضر ۱۶۱ گونه موجود شناخته‌شده در این جنس وجود دارد و همچنین یک گونه منقرض شده شناخته شده است: